# Марсело Риос
Марсело Андрес Риос Мајорга (шп. Marcelo Andrés Ríos Mayorga; 26. децембар 1975) је бивши чилеански тенисер. Играо је финале у појединачној конкуренцији на Отвореном првенству Аустралије 1998. године, а затим везао титуле на турнирима у Индијан Велсу и Мајамију. Дана 30. марта 1998. је дошао до првог места на АТП ранг листи, чиме је постао први тенисер из Латинске Америке на тој позицији.

## Каријера
Један је од ретких играча који су држали врх ранг листе и као јуниори и као сениори. Био је први тенисер који је освојио три Мастерс турнира на шљаци (Монте Карло, Рим и Хамбург), откако је уведено такмичење 1990. године. Једини је тенисер који је био светски број 1, а да није успео да освоји ниједан Гренд слем турнир у каријери. Године 1998. играо је финале у Аустралији, али је поражен од чешког тенисера Петра Корде.
Последњи АТП турнир на којем је играо је био Ролан Гарос 2003. године. Од професионалног тениса се опростио 2004. године, након повреде леђа. У каријери је укупно освојио осамнаест титула у појединачној конкуренцији и једну титулу у конкуренцији парова.

## Гренд слем финала
| Исход     | Турнир                        | Година | Подлога | Противник  | Резултат      |
| Финалиста | Отворено првенство Аустралије | 1998   | Тврда   | Петр Корда | 2–6, 2–6, 2–6 |